# Catherine Ribeiro
Pour les articles homonymes, voir Ribeiro.
Catherine Ribeiro, née le 22 septembre 1941 à Lyon et morte le 23 août 2024 à Martigues, est une actrice et chanteuse libertaire française d'origine portugaise. Elle commence à chanter dans les années 1960.
En 1970, elle crée le groupe Alpes avec Patrice Moullet. Catherine Ribeiro + Alpes figure sur la Nurse with Wound list et les albums réalisés avec ce groupe sont considérés ultérieurement comme ce qui se faisait de plus libre et de plus intense en France, avec Magma, dans la musique rock du début des années 1970. Humaniste, militante, ses engagements multiples, pour la Palestine, pour les réfugiés chiliens fuyant le coup d'État de Pinochet, pour les réfugiés du franquisme, pour les anarchistes, etc., en font dans les années 1970 une « pasionaria rouge ». Elle est qualifiée également de « grande prêtresse de la chanson française ». Son refus des projecteurs et ses choix artistiques radicaux la poussèrent peu à peu en marge de l'industrie musicale.

## Biographie

### Origines familiales et jeunesse
Catherine Ribeiro naît le 22 septembre 1941 à Lyon, alors située dans la zone non occupée par l'armée allemande, de parents portugais.
Elle est issue d'une famille modeste installée à Saint-Fons, dans la banlieue lyonnaise. Son père, ouvrier chez Rhône-Poulenc, est proche des communistes. Sa mère, illettrée, la frappe et ne la comprend pas, mais lui transmet sa voix de chanteuse de fado.
En 1963, elle obtient un rôle dans le film de Jean-Luc Godard Les Carabiniers, sur le tournage duquel elle rencontre son futur compagnon, Patrice Moullet, qui tient le rôle principal.

### Chanteuse yéyé (1965 - 1967)

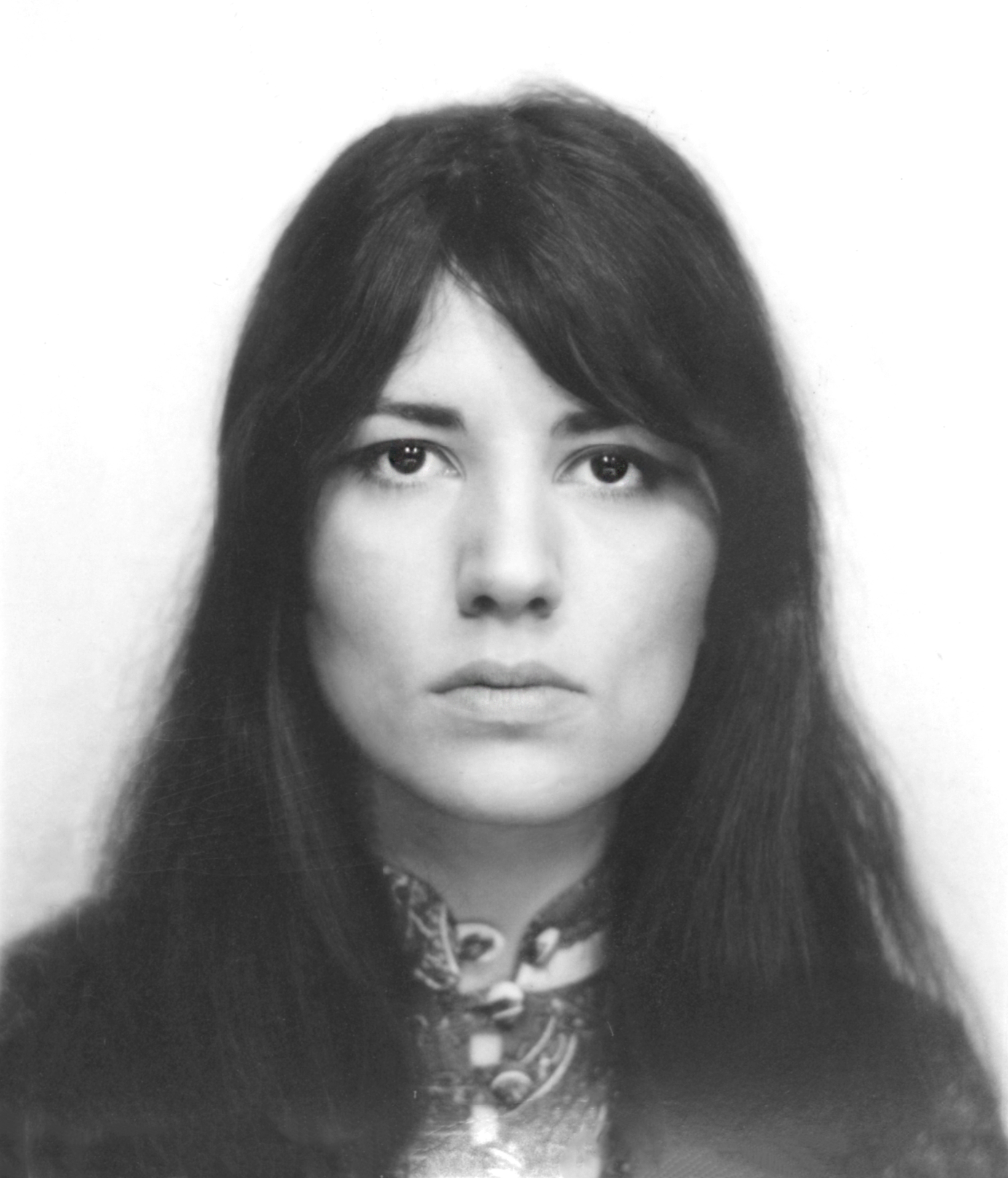
Catherine Ribeiro en 1970, après sa période « Yéyé ». Photo d'identité (Sacem).

Jean Van Parys, le fils du compositeur Georges Van Parys, qui est tombé amoureux de sa voix, l'incite à chanter. Entre 1964 et 1966, elle enregistre une quinzaine de titres édités par le label portugais Estudio puis chez Barclay. Ce sont des créations originales d'auteurs-compositeurs français ou des reprises du folk américain ; on y remarque plusieurs titres de Bob Dylan, dans leur adaptation française, comme il est courant à l'époque. C'est ainsi que Catherine Ribeiro figure, le 12 avril 1966, sur la « photo du siècle » réalisée par Jean-Marie Périer pour le magazine Salut les copains. Ces premiers disques se vendent bien (les arrangements délicats sont à la mode des sixties et la voix jeune de Catherine Ribeiro particulièrement sensuelle), mais le monde du show-biz la fait fuir :

« Je ne veux pas me transformer en cover-girl […] la chansonnette de tous les jours ne m'intéresse plus. J'ai gâché beaucoup trop de temps. »

— Catherine Ribeiro
Elle s'engage par ailleurs avec l'Organisation communiste internationaliste.

### Catherine Ribeiro + Alpes (1969 -1980)
Patrice Moullet lit certains de ses poèmes, l'encourage à poursuivre l'écriture et lui propose de les mettre en musique. Après une tentative de suicide qui la voit passer le printemps 1968 à l'hôpital,, Catherine Ribeiro participe, l'été suivant, à la réalisation d'une maquette avec le groupe 2 bis (qui se restructure plus tard en « Alpes »). Cette maquette permet la signature d'un contrat avec la maison de disques Festival qui édite les deux premiers albums.
D'emblée, le travail, très original, choque à peine à une époque où tout est possible : « Les paroles ne sont qu'un accessoire, je préférerais qu'on en arrive presque à des onomatopées pour remplacer les paroles. On le fera peut-être ; il faudrait que la voix serve d'instrument… Ce que je cherche à faire, c'est détruire complètement la chanson classique, avec refrain et couplets réguliers. »
La notoriété du groupe Alpes, jusque-là plutôt confidentielle, augmente d'un coup, en 1970, après sa participation impromptue au festival d'Aix-en-Provence.

« Sa carrière étonnante, […] c'est d'abord celle d'une voix énorme : voix d'espoir et de désespoir, voix de naissance et d'agonie, voix de haine et d'amour, voix du cœur et du sexe, voix du râle et du cri, voix magique par delà les mots qu'elle profère, voix des entrailles qui va droit aux entrailles de ceux qui l'écoutent… »

— Etienne Blondet.
En 1971, elle met au monde une fille, Ioana (décédée en 2013), souvent citée ensuite dans les chansons et à laquelle est dédié l'album Le Temps de l'autre.
Elle lutte contre la guerre du Vietnam, milite pour les réfugiés espagnols du franquisme, dénonce la dictature d'Augusto Pinochet au Chili, soutient les grèves ouvrières, prend position pour l’écologie, comme en 1974 avec Le Rat débile et l'Homme des champs, s'attaque à la politique de Valéry Giscard d'Estaing, le président de la République d'alors, avec Libertés ? un an plus tard,.
Relativement ignoré par les médias dès 1972,, Catherine Ribeiro + Alpes réalise au total neuf albums, se produit dans plus de 500 concerts dans des grandes salles (Pavillon de Paris, Olympia, Bobino, salle Wagram, Théâtre de la Ville, salle de la Maison de la Mutualité) ou petites, devant de grands rassemblements (Fête de l'Humanité), drainant des centaines de milliers de spectateurs, en France et à travers le monde (Zagreb, Cuba, Alger, Barcelone, etc.). Le concert païen donné le 16 décembre 1972, à la cathédrale Sainte-Gudule de Bruxelles devant 4 000 personnes, est représentatif de cette période (le groupe se produira assez souvent dans des églises en absence d'autres salles disponibles, profitant de la maîtrise de la sonorisation de ces espaces par l'organiste Patrice Lemoine). Autre temps fort de la carrière de Catherine Ribeiro + Alpes : le 7 avril 1977, le groupe est à l'affiche de la première édition du Printemps de Bourges et se produit  en co-plateau avec Jacques Higelin devant 3000 spectateurs,.
La rupture sentimentale survenue entre Catherine Ribeiro et Patrice Moullet ne met pas fin à leur collaboration artistique ; ils se retrouvent pour produire encore plusieurs albums avec Alpes et même bien après la dissolution du groupe en 1982, lorsque Patrice Moullet décide d'abandonner la scène pour se consacrer à la recherche musicale :

« Patrice est jusqu'à présent le seul à composer des musiques permettant à chacun de mes mots, chacune de mes intonations de s'exprimer pleinement, exactement, de même que mes mots et intentions vocales expriment pleinement les intentions de ses notes »

— Catherine Ribeiro.

### Interprète de la chanson française et projets en solo (à partir de 1977)
En 1975, elle joue avec Michael Lonsdale et Fabrice Luchini dans le film de Jacques Richard Le Vivarium (Né). Cette même année, elle propose à sa maison de disques d'enregistrer un album autour du répertoire d'Édith Piaf, qu'elle chante depuis son enfance ; le projet attend deux ans avant de se réaliser. Récompensé d'un grand prix de l'académie Charles-Cros, Le Blues de Piaf est suivi en 1979 de Jacqueries, un album de chansons inédites sur des textes de Jacques Prévert. La veuve du poète n'appréciant guère ce titre, la société éditrice Phonogram décide de modifier la pochette du disque en cas de  prochains tirages. Pour défendre le droit des artistes-interprètes, la chanteuse entame alors une grève de la faim qui suscite de multiples réactions et soutiens,,.
Cet éclectisme, caractéristique de la personnalité de l'artiste, peut troubler le public du groupe Alpes. Le choix d'aborder le répertoire de la chanson française se confirmera cependant les années suivantes.
Elle obtient une certaine visibilité médiatique en mai 1982 lors de son passage à Bobino pour deux semaines de concert. Elle y interprète des titres de Catherine Ribeiro + Alpes : Ame debout, Diborowska, Un regard clair obscur, Tous les droits sont dans la nature, La Vie en bref, La Nuit des errants, des textes personnels plus récents tirés de son album solo Soleil dans l'ombre : Juste de quoi dormir, Sans amarres, Insoumission mondiale, Dans le creux de ta nuit, Guet-apens, Folle Amérique, et de rares reprises de Jacques Brel (Ne me quitte pas) ou d'Édith Piaf (Les Amants d'un jour). Le 10 mai 1982, François Mitterrand choisit de se rendre à la première pour marquer l'anniversaire de son élection à la présidence de la République,. Il ne se glisse cependant dans la salle qu'à la fin de la chanson Folle Amérique afin d'éviter un incident diplomatique (ce titre étant un brûlot contre la politique reaganienne).
Déclarant avoir du mal face au regard des autres depuis ses débuts, elle s'installe dans les Ardennes.

### Période artistique confidentielle (1984 - 1990)
En 1984, elle est invitée au Printemps de Bourges pour un corécital avec Michel Hermon autour d'Edith Piaf,, mais son activité artistique connait ensuite un net ralentissement. Elle épouse Claude Démoulin (1939-2009), maire socialiste de Sedan de 1983 à 1989, dont elle a un fils, Jonathan, en 1985.
En mars 1985, son contrat avec Philips arrive à son terme et n'est pas renouvelé. La même année, elle est faite chevalier de l'ordre des Arts et des Lettres.
En 1986, elle produit elle-même Percuphonante, album réalisé avec Patrice Moullet.
En 1987, l'album de compilation Tapages nocturnes incluant deux inédits ne se vend qu'à quelques milliers d'exemplaires. Malgré quelques concerts à l'étranger et une apparition aux Francofolies de La Rochelle pour un hommage à Léo Ferré, Catherine Ribeiro traverse une période difficile, compliquée par les problèmes de sa fille Ioana, devenue toxicomane.
En 1989, à l'occasion du bicentenaire de la Révolution, elle enregistre l'album 1989... Déjà ! pour lequel elle obtient une nouvelle fois le Grand Prix de l'Académie Charles-Cros,.

### Retour sur scène et derniers enregistrements (années 1990 et 2000)

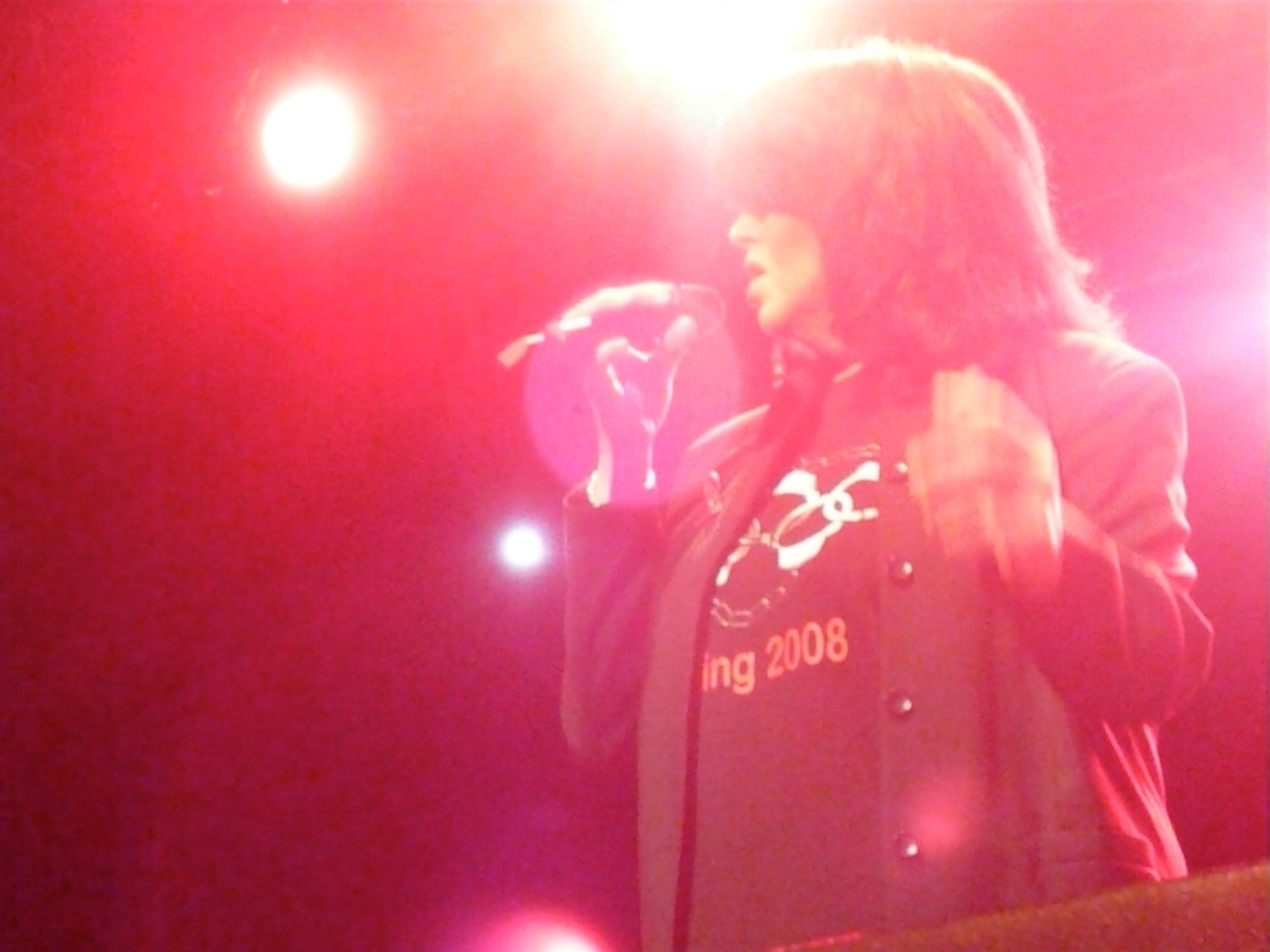
Catherine Ribeiro au Bataclan en 2008.

En 1992, Catherine Ribeiro présente à l'auditorium du Châtelet un répertoire de chanson française (quelques titres personnels, mais surtout des reprises de Brel, Ferré, Piaf, Manset, etc.). De ce spectacle est tiré un album en public, L'Amour aux nus.
Le 13 juillet 1993, elle effectue un retour remarqué aux Francofolies, accompagnée au piano par Michel Precastelli
. La même année, elle enregistre un album studio qui marque un retour aux sources (du groupe Alpes), Fenêtre ardente,.
En 1994, elle évoque l'idée de remonter un groupe, mais de 1995 au seuil des années 2000, c’est pourtant au travers des grandes œuvres du patrimoine de la chanson qu’elle fait entendre sa voix. Deux spectacles sont successivement créés au théâtre des Bouffes du Nord et présentés en tournée dans de nombreuses salles de France, souvent à guichets fermés : Vivre Libre en 1995, (prolongé l’année suivante au théâtre national de Chaillot) et Chansons de Légende en 1997. Entre les œuvres de Piaf, Brel, Ferrat, Barbara, Llach, Leclerc, Magny ou Messia, on retrouve quelques-uns des titres les plus récents de l’interprète elle-même, Stress et Strass, Racines et Héro Zéro notamment.
En 2002, elle décide de reformer le groupe Alpes et, avec Patrice Moullet, projette de sortir un nouvel album intitulé La Pierre et le Vent, projet non abouti.
En 2005, à Valenciennes, après trois ans de préparation, elle donne avec Francis Campello, musicien d'Alpes, et son nouveau groupe, un concert intitulé Catherine Ribeiro chante Ribeiro/Alpes. Le répertoire comprend plusieurs grands titres des années 1970 et de nouvelles pièces composées entre 2002 et 2004 par Patrice Moullet sur ses derniers textes . Une captation réalisée à Palaiseau le 10 février 2007 paraît en disque sous le titre Live intégral. 
Le 11 janvier 2008, accompagnée de ses cinq musiciens, elle revient sur une grande scène parisienne, le Bataclan, pour présenter ce même spectacle,. Ce sera son dernier concert.
En mars 2023, l'album Fenêtre ardente est disponible sur l'ensemble des plates-formes de streaming.

### Fin de vie
Après les décès de son époux en 2009 et de sa fille Ioana en 2013, elle part s'installer dans une maison dans les bois à la frontière franco-allemande en 2016, où elle vit de sa retraite d'intermittente du spectacle et prépare une autobiographie,, jamais publiée. Cette période de retrait lui vaut dans la presse le surnom d'« ermite de Sedan »,,.
En octobre 2017, à 76 ans, dans le sillage du mouvement MeToo, elle révèle sur Facebook avoir été violée en 1962 par un journaliste du quotidien Paris Jour, devenu par la suite une vedette d'émissions culturelles à la télévision et sur France Inter. Au cours de cette déclaration, elle donne également le nom du journaliste, décédé depuis plusieurs années.
Elle est victime d'un AVC en février 2020. À son retour en France, le 28 février 2023, elle intègre  un EHPAD, où elle meurt dans la nuit du 22 au 23 août 2024 à Martigues (Bouches-du-Rhône), à l'âge de 82 ans. Ses obsèques se déroulent dans la matinée du 27 août dans la même ville, où elle est incinérée.

### Reconnaissance
Une nouvelle génération lui rend hommage : Sofia Portanet reprend Racines sur l'album Freier Geist en 2020 ; Jann Halexander lui consacre un spectacle entier, ; Vincent Dupas, Julie Constantine et Hero Fisher reprennent Jusqu'à ce que la force de t'aimer me manque ; la chanteuse américaine Circuit Des Yeux adapte et enregistre Soeur de race,. Dominique A évoque l'influence de Catherine Ribeiro dans un entretien avec la plate-forme Qobuz le 23 septembre 2022, puis sur l'antenne de France Inter le 19 octobre 2024. Dans la chronique radiophonique de Frédéric Pommier C'est une chanson, le chanteur Noé Preszow raconte sa découverte de l'interprétation de De la main gauche par Catherine Ribeiro. Dans son ouvrage La Ribeiro, une révolte en dessins paru en 2024, l'ancien journaliste d’investigation Thierry Delmotte regroupe l'ensemble des créations du plasticien libertaire Jihel autour de Catherine Ribeiro. En 2025, dans leur bande dessinée Underground 2 dédiée aux artistes méconnus du grand public dont les œuvres ont marqué l’histoire de la musique, Arnaud Le Gouëfflec et Nicolas Moog consacrent cinq pages à Catherine Ribeiro + Alpes.
Le mathématicien Cédric Villani exprime régulièrement sa passion pour la chanteuse, aussi bien en interview que dans ses propres écrits,.

## Filmographie
- 1963 : Les Carabiniers de Jean-Luc Godard : Cléopâtre
- 1964 : Buffalo Bill, le héros du Far-West (Buffalo Bill, l'eroe del Far West) de Mario Costa : Rayon de lune
- 1966 : Ils sont nus de Claude Pierson : la nièce
- 1968 : Happening de Marc Boureau : Nicky
- 1975 : Né- (Le Vivarium) de Jacques Richard : l'actrice [89]
- 1976 : Les Écrans déchirés (court métrage) de Jacques Richard : Catherine
- 1993 : Chants de femmes de Richard Olivier (documentaire) : elle-même

## Discographie

### Albums studio

#### Avec Alpes
- 1969 : Catherine Ribeiro + 2bis (LP Festival FLDX487)
- 1970 : No 2[90] (LP Festival FLDX531)
- 1971 : Âme debout (LP Philips 6325 180[91])
- 1972 : Paix (LP Philips 9101 037[92])
- 1974 : Le Rat débile et l'Homme des champs (LP Philips 9101 003)[93]
- 1975 : Libertés ? (LP Fontana 9101 501[94])
- 1977 : Le Temps de l'autre (LP Philips 9101 155)
- 1979 : Passions (LP Philips 9101 270)
- 1980 : La Déboussole (LP Philips 6313 096[95])

#### En solo
- 1977 : Le Blues de Piaf (LP Philips 9101 156[96])
- 1978 : Jacqueries (LP Philips 9101 201[97])
- 1982 : Soleil dans l'Ombre
- 1986 : Percuphonante... (LP Ioana Melodies IM 001)
- 1988 : 1989... déjà ! (LP EPM FDC 1057[98])
- 1993 : Fenêtre ardente (CD Mantra 642 081)

### Albums en public
- 1992 : L'amour aux nus (CD Mantra 642 073)
- 1995 : Vivre libre (CD Alby WMD 112601[99])
- 1997 : Chansons de légende (CD Arcade 302701 2)
- 2002 : Live au Théâtre Toursky (double CD Vocal Music GC 0201)
- 2005 : Catherine Ribeiro chante Ribeiro Alpes, enregistré à Valenciennes le 18 novembre 2005 (CD Nocturne)
- 2007 : Catherine Ribeiro chante Ribeiro Alpes (Live intégral), enregistré à Palaiseau (double CD Nocturne NTCD 437)

### Super 45 tours (EP)
- 1965 : Dieu me pardonne (EP Barclay 70 884)
  - A1 Dieu me pardonne (F. Veber/ David Whitaker sur la musique de Banks of the Ohio (en)
  - A2 C'est fini entre nous (It's All Over Now, Baby Blue, Bob Dylan, adaptation Pierre Delanoë / Hugues Aufray)
  - B1 La voix du vent (Tears Won't Help B. Husband/ M. Spinelli)
  - B2 Reviens-moi, je t'aime (F. Veber/ David Whitaker sur la musique de Kumbaya (en))
- 1966 : Le Chasseur (EP Barclay 70 973)
  - A1 Le Chasseur (J.M. Rivat, J. Pierre, G. Jérome)
  - A2 Les cloches dans la vallée (The Bells of Rhymney, Idris Davies/ Pete Seeger, adaptation Vline Buggy)
  - B1 La chambre bleue sur la mer (Vline Buggy, J. Pierre, G. Jérome)
  - B2 Donne-moi la main (Long Black Veil, Marijohn Wilkin (en)/ Danny Dill (en), adaptation A. Saury, D. Dull)
- 1966 : La nuit et le vent (EP Barclay 71 063)
  - La nuit et le vent (G. Blaness/ M. Jourdan)
  - Écoute ma voix (Chris/ E. Demarsan)
  - Rien n'y fait, rien n'y fera (C. Righi/ J.P. Morlane)
  - Le rêve et la réalité (G. Blaness/ M. Jourdan)
- 1967 : Lorsque le bateau viendra (EP Estudio 50.014 publié au Portugal)
  - A1 Lorsque le bateau viendra (When the Ship Comes In, Bob Dylan, adaptation Pierre Delanoë / Hugues Aufray)
  - A2 Écoute ma voix (Chris/ E. Demarsan)
  - B1 Dieu est à nos côtés (With God on Our Side, Bob Dylan, adaptation Pierre Delanoë / Hugues Aufray)
  - B2 Ballade à Michelle
- 1995 : Vivre libre ; CD promotionnel
  - Melocoton (Colette Magny)
  - Vies monotones (Gérard Manset)
  - Perlinpinpin (Barbara)
  - Que serais-je sans toi ? (Louis Aragon / Jean Ferrat)

### 45 tours
- 1969 : Aria / La solitude avec 2bis (Festival 878)
- 1969 : Sœur de race / Voyage 1 avec 2bis (Festival SPX 79)
- 1970 : Thème en bref / Silen Voy Kathy (Festival SPX 128), avec Alpes, live enregistré au festival de Port Leucate en juillet 1970
- 1972 : Jusqu'à ce que la force de t'aimer me manque / Roc Alpin (Philips 6837 102), avec Alpes
- 1974 : La petite fille aux fraises / L'ère de la putréfaction (Philips 6837 208), avec Alpes
- 1974 : Un regard clair (obscur) / L'ère de la putréfaction (Philips 6837 223), avec Alpes
- 1975 : Une infinie tendresse / Prélude médiéval (Festival 6837 288), avec Alpes
- 1976 : Les Partisans / La Varsovienne (Philips 6042 243), avec les Chœurs de l'armée rouge
- 1977 : Dernière sortie avant Roissy / Le bonheur tout de suite (Philips (6172 036), Bande originale du film de Bernard Paul
- 1977 : Hymne à l'amour / Les amants d'un jour (Philips 6837 442)
- 1979 : Chanson de la ville à prendre / Aria populaire (Fontana 6172 763), Bande originale du film de Patrick Brunie
- 1982 : Amour petite flamme / Dans le creux de ta nuit (Philips 6010 618)
- 1982 : Jour de fête / Carrefour de la solitude (Philips 841 267-7)
- 1982 : Guet-apens / Sans amarres (Philips 6010.515)
- 1986 : Plus de reproches / Insoumission mondiale (Phonogram)
- 1986 : Elles / Soleil (Ioana Melodies 020)
- 1993 : Stress et strass / Le Cerf-volant

### Compilations
- 1975 : La Solitude, double album correspondant aux 2 bis et No 2 (Festival/ Musidisc ALB 284)
- 1987 : Tapages nocturnes, compilation de titres figurant sur Percuphonante et certains 45 t des années 1980, ainsi qu'un inédit Joëlle, qui n'avait pu paraître sur Percuphonante (LP Ioana Melodies 8526, 10 titres) Réédité en CD quinze titres, avec un deuxième inédit Ce soir ma mère
- 1988 : Catherine Ribeiro + Alpes, Master Serie (CD Polygram 842 159-2)
- 1988 : Catherine Ribeiro + Alpes (double CD Polygram 842 160-2)
- 2004 : Libertés ? (Long Box 4 CD Mercury 982 36569). Contient les douze titres des trois 45 T parus en 1965 et 1966
- 2012 : réédition des quatre albums fondamentaux de Catherine Ribeiro + Alpes : No 2, Ame debout, Paix, Le Rat débile et l'Homme des champs. quatre CD en coffret chez Mercury Records
- 2015 : coffret de neuf CD de Catherine Ribeiro + Alpes, intégrale des albums originaux 1969-1980 : + 2 BIS, No 2, Ame debout, Paix, Le Rat débile et l'Homme des champs, Libertés ?, Le temps de l'autre, Passions, La Déboussole (Mercury Records)

### Autres apparitions
- 1971 : 13 + 2 (LP Thélème réédité en CD sous le label Musea en 1993). Album live collectif (quinze groupes enregistrés au château d'Herouville) ; Catherine Ribeiro + Alpes apparaît avec le titre Aria populaire.
- 1980 : Un jour de fête au féminin présent (LP Écoute s'il pleut AT 26 006). Album live avec plusieurs artistes, sur lequel elle chante Tous les droits sont dans la nature.
- 1988 : In the Land of Mantra (CD Mantra 1996), compilation de divers artistes, contient Aria Populaire no 9 de Catherine Ribeiro et Patrice Moullet.
- 1988 : La fête à Ferré (LP EPM FDD 1024 réédité en CD EPM FDC 1024), album live enregistré aux Francofolies de La Rochelle, avec Léo Ferré, Nicole Croisille, Paul Piché, Claude Dubois, Mama Béa, Francis Lalanne et Jacques Higelin. Chante La Mémoire et la mer.
- 2004 : Femmes de Paris - Groovy Sounds From the 60's - vol. 3. Compilation de divers artistes, contient Rien n'y fait, rien n'y fera tiré du deuxième EP Barclay de 1966.

### Narratrice de livre audio
- Lecture d'un texte d'André Gide, La Symphonie pastorale (1991, 2 K7 Auvidis Z 136), récompensée par le prix de l'académie Charles-Cros la même année[46]. Réédition en version intégrale 3 CD, durée 2 h 48, avec présentation par Martine Sagaert : en 1995 chez Auvidis, album AZ 702 (BNF 38319576) puis en 2007 chez Naïve, album AS4990 (BNF 41093460).

## Publications
- Le mal à vivre, Ribeiro et Baudelaire, éditions GIE CHANSON 1990 et Aredoc 1985
- Poèmes en la 440, éditions GIE Chanson, 1994[100]
- Femme de parole, Valbonne, éd. l'Étoile du Sud, 1998[101]
- L'Enfance, Paris, L'Archipel, 1999[102]